# Ian Anderson Plays the Orchestral Jethro Tull
Ian Anderson Plays the Orchestral Jethro Tull es un disco más un DVD grabado en directo por el líder de Jethro Tull Ian Anderson junto con la Neue Philarmonie Frankfurt, dirigida por John O'Hara. La grabación tuvo lugar en el Rosengarten de Mannheim, Alemania, el 8 de diciembre de 2004.
El concierto formó parte de una gira con el mismo nombre que hicieron por Europa y los Estados Unidos entre el 2004 y el 2006.

## Lista de temas

### Disco Uno
| #   | Título                                        | Autor                                  | Interpretaciones | Tiempo |
| --- | --------------------------------------------- | -------------------------------------- | ---------------- | ------ |
| 1.  | "Eurology"                                    | (Ian Anderson)                         |                  | 3:30   |
| 2.  | "Calliandra Shade (The Cappuccino Song)"      | (Ian Anderson)                         |                  | 5:42   |
| 3.  | "Skating Away on the Thin Ice of the New Day" | (Ian Anderson)                         |                  | 4:03   |
| 4.  | "Up the Pool"                                 | (Ian Anderson)                         |                  | 3:22   |
| 5.  | "We Five Kings"                               | (Ian Anderson)                         |                  | 3:32   |
| 6.  | "Life Is a Long Song"                         | (Ian Anderson)                         |                  | 3:34   |
| 7.  | "In the Grip of Stronger Stuff"               | (Ian Anderson)                         |                  | 3:02   |
| 8.  | "Wond'ring Aloud"                             | (Ian Anderson)                         |                  | 2:11   |
| 9.  | "Griminelli's Lament"                         | (Ian Anderson)                         |                  | 3:10   |
| 10. | "Cheap Day Return"                            | (Ian Anderson)                         |                  | 1:27   |
| 11. | "Mother Goose"                                | (Ian Anderson)                         |                  | 5:46   |
| 12. | "Bourée"                                      | (Johann Sebastian Bach / Ian Anderson) |                  | 5:17   |
| 13. | "Boris Dancing"                               | (Ian Anderson)                         |                  | 3:31   |
| 14. | "Living in the Past"                          | (Ian Anderson)                         |                  | 4:48   |

### Disco Dos
| #  | Título                        | Autor          | Interpretaciones | Tiempo |
| -- | ----------------------------- | -------------- | ---------------- | ------ |
| 1. | "Pavane"                      | (Ian Anderson) |                  | 4:37   |
| 2. | "Aqualung"                    | (Ian Anderson) |                  | 10:24  |
| 3. | "God Rest Ye Merry Gentlemen" | (Ian Anderson) |                  | 4:58   |
| 4. | "My God"                      | (Ian Anderson) |                  | 8:52   |
| 5. | "Budapest"                    | (Ian Anderson) |                  | 14:04  |
| 6. | "Locomotive Breath"           | (Ian Anderson) |                  | 6:42   |

### DVD solo
- Entrevista con Ian Anderson - 48:00.
- Entrevista con Fritz Rau - 7:00.
- Entrevista con músicos - 9:00.

## Intérpretes
- Ian Anderson: flauta, flauta bambú, guitarra acústica y voces.
- James Duncan: batería y percusión.
- David Goodier: bajo y glockenspiel.
- John O'Hara: teclados y acordeón.
- Florian Opahle: guitarra acústica y guitarra eléctrica.

### Solo
- Kathrin Troester: flauta.
- Sibylle Wähnert: fagot.
- Astrid Cienia: oboe.

## Galería de imágenes: Ian Anderson Plays the Orchestral Jethro Tull, Budapest, 2006

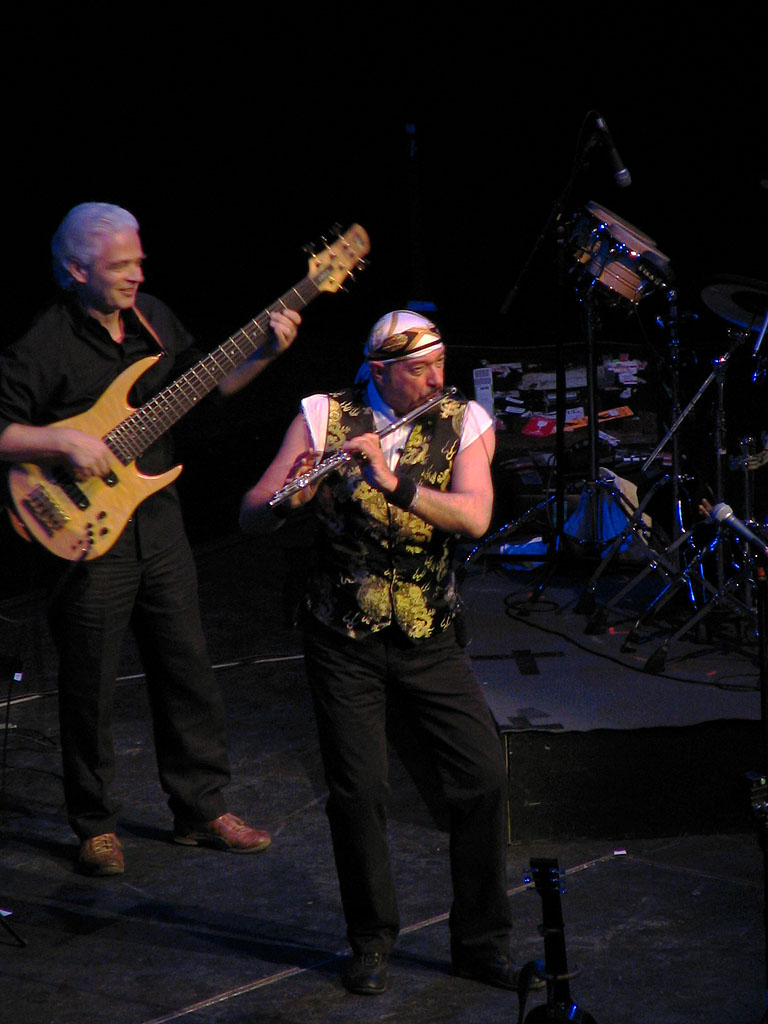
Ian Anderson, Budapest, 2006
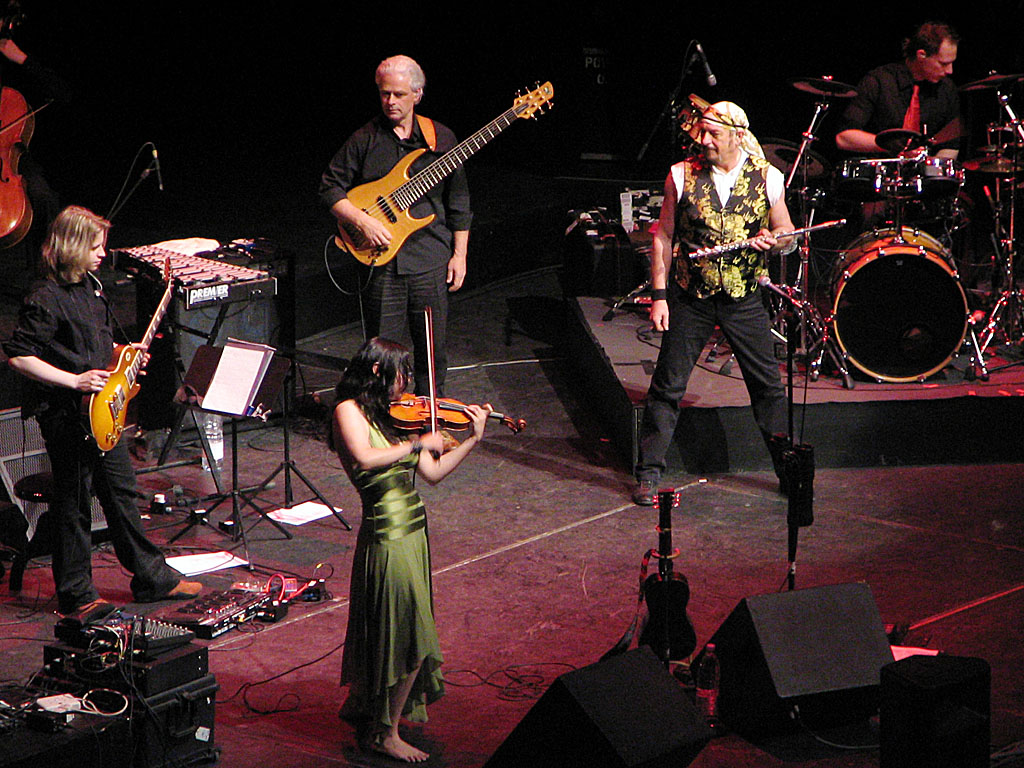
Ian Anderson, Budapest, 2006
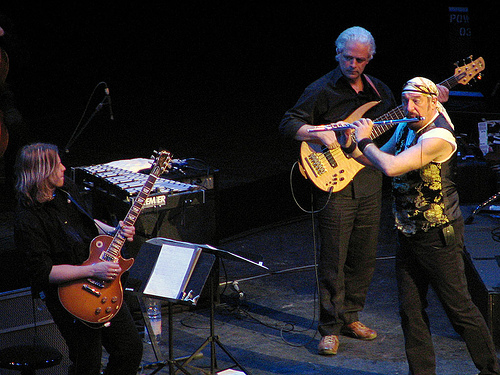
Ian Anderson, Budapest, 2006
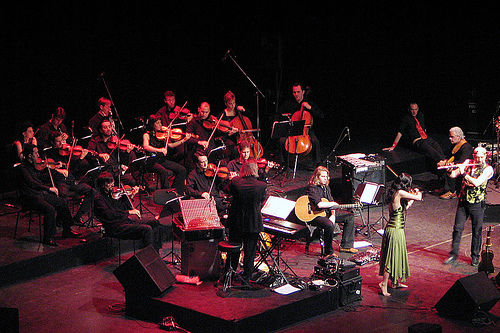
Ian Anderson, Budapest, 2006
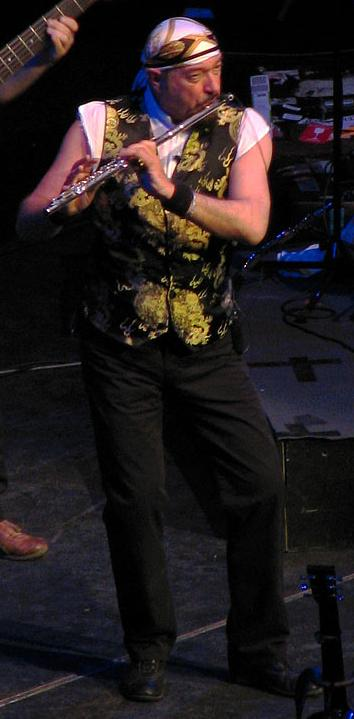
Ian Anderson, Budapest, 2006
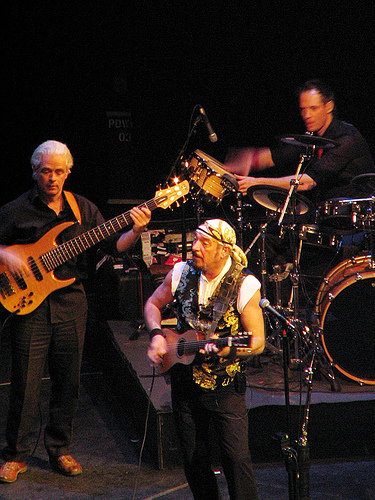
Ian Anderson, Budapest, 2006
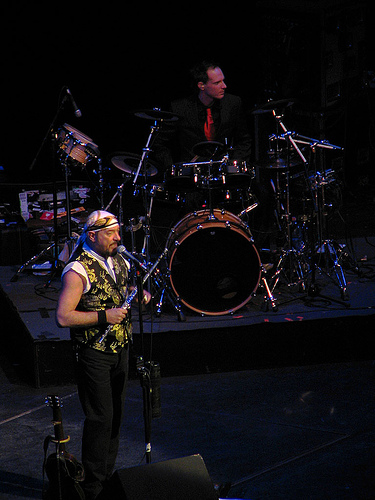
Ian Anderson, Budapest, 2006
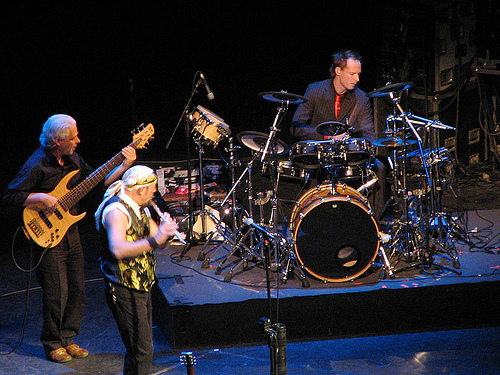
Ian Anderson, Budapest, 2006
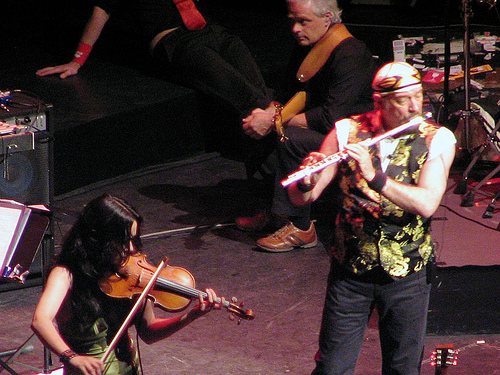
Ian Anderson, Budapest, 2006
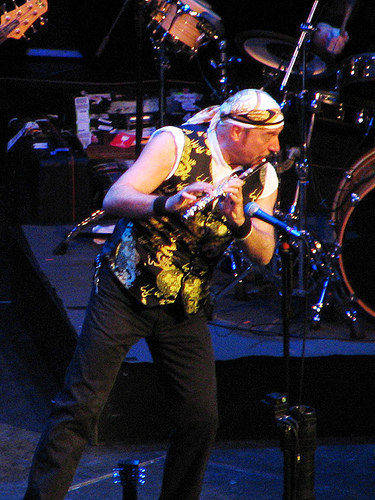
Ian Anderson, Budapest, 2006
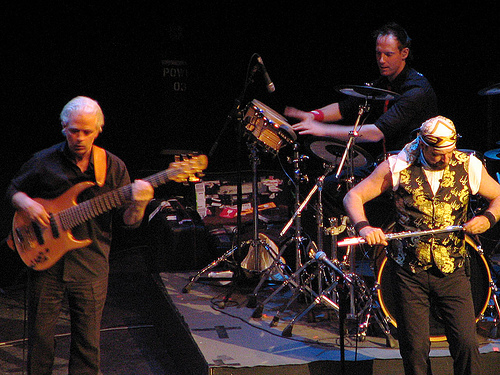
Ian Anderson, Budapest, 2006
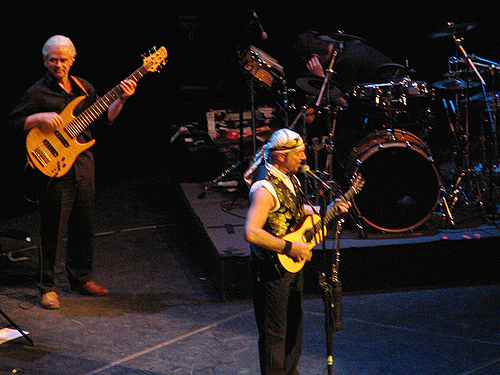
Ian Anderson, Budapest, 2006
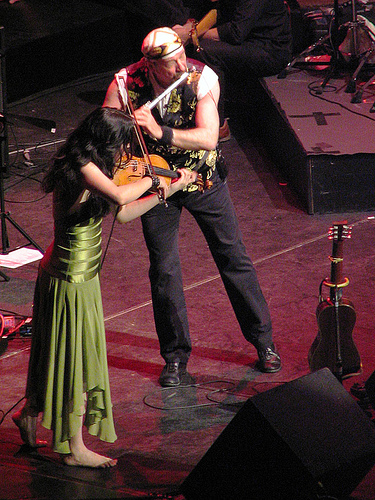
Ian Anderson, Budapest, 2006

- Datos: Q2706050